# عشقی پایدار: زندگی من با شاه
عشقی پایدار: زندگی من با شاه کتابی است که در سال ۲۰۰۴ میلادی (۱۳۸۳ خورشیدی) توسط فرح پهلوی، ملکه ایران، که از زمان انقلاب ایران در سال ۱۳۵۷ که منجر به سرنگونی سلسله پهلوی شد در تبعید به سر می‌برد، تألیف شده‌است. این کتاب شرح حال ملکه است؛ زندگی او قبل از ملاقات با شاه و نحوه ازدواج با او و ملکه ایران شدن. این کتاب هم‌چنین دربارهٔ همسرش، محمدرضا شاه پهلوی، شخصیت وی، خانواده‌اش و چگونگی سلطنت وی بر کشور ایران به‌مدت ۳۷ سال است.